# Општина Сантијаго Тулантепек де Луго Гереро (Идалго)
Сантијаго Тулантепек де Луго Гереро (шп. Santiago Tulantepec de Lugo Guerrero) општина је у Мексику у савезној држави Идалго. Општина се налази на надморској висини од 2174 м.

## Становништво
Према подацима из 2010. у општини је живело 33495 становника.

### Хронологија
| Година       | 2000                  | 2005                  | 2010                  |
| ------------ | --------------------- | --------------------- | --------------------- |
| Становништво | 26254 (12500 / 13754) | 29246 (13841 / 15405) | 33495 (15938 / 17557) |

### Попис
| \| \| м \| \| \| ж \| \| 0—2 \| 956 \| \| \| 934 \| \| 3—5 \| 999 \| \| \| 1.008 \| \| 6—11 \| 2.148 \| \| \| 2.052 \| \| 12—14 \| 944 \| \| \| 971 \| \| 15—17 \| 1.018 \| \| \| 1.050 \| \| 18—24 \| 1.963 \| \| \| 2.182 \| \| 60+ \| 1.194 \| \| \| 1.409 \| \| Просек : \| 28,0 \| \| \| 29,4 \| |       |  |  |       |
| |       |  |  |       |
| | м     |  |  | ж     |
| 0—2 | 956   |  |  | 934   |
| 3—5 | 999   |  |  | 1.008 |
| 6—11 | 2.148 |  |  | 2.052 |
| 12—14 | 944   |  |  | 971   |
| 15—17 | 1.018 |  |  | 1.050 |
| 18—24 | 1.963 |  |  | 2.182 |
| 60+ | 1.194 |  |  | 1.409 |
| Просек : | 28,0  |  |  | 29,4  |

| #   | Индикатор                                                                                        | Вредност |
| --- | ------------------------------------------------------------------------------------------------ | -------- |
| 1   | Становништво од 0 до 2 године                                                                    | 1890     |
| 2   | Мушко становништво од 0 до 2 године                                                              | 956      |
| 3   | Женско становништво од 0 до 2 године                                                             | 934      |
| 4   | Становништво са 3 и више година                                                                  | 30928    |
| 5   | Мушко становништво са 3 и више година                                                            | 14643    |
| 6   | Женско становништво са 3 и више година                                                           | 16285    |
| 7   | Становништво са 5 и више година                                                                  | 29572    |
| 8   | Мушко становништво са 5 и више година                                                            | 13958    |
| 9   | Женско становништво са 5 и више година                                                           | 15614    |
| 10  | Становништво са 12 и више година                                                                 | 24721    |
| 11  | Мушко становништво са 12 и више година                                                           | 11496    |
| 12  | Женско становништво са 12 и више година                                                          | 13225    |
| 13  | Становништво са 15 и више година                                                                 | 22806    |
| 14  | Мушко становништво са 15 и више година                                                           | 10552    |
| 15  | Женско становништво са 15 и више година                                                          | 12254    |
| 16  | Становништво са 18 и више година                                                                 | 20738    |
| 17  | Мушко становништво са 18 и више година                                                           | 9534     |
| 18  | Женско становништво са 18 и више година                                                          | 11204    |
| 19  | Становништво од 3 до 5 година                                                                    | 2007     |
| 20  | Мушко становништво од 3 до 5 година                                                              | 999      |
| 21  | Женско становништво од 3 до 5 година                                                             | 1008     |
| 22  | Становништво од 6 до 11 година                                                                   | 4200     |
| 23  | Мушко становништво од 6 до 11 година                                                             | 2148     |
| 24  | Женско становништво од 6 до 11 година                                                            | 2052     |
| 25  | Становништво од 8 до 14 година                                                                   | 4701     |
| 26  | Мушко становништво од 8 до 14 година                                                             | 2347     |
| 27  | Женско становништво од 8 до 14 година                                                            | 2354     |
| 28  | Становништво од 12 до 14 година                                                                  | 1915     |
| 29  | Мушко становништво од 12 до 14 година                                                            | 944      |
| 30  | Женско становништво од 12 до 14 година                                                           | 971      |
| 31  | Становништво од 15 до 17 година                                                                  | 2068     |
| 32  | Мушко становништво од 15 до 17 година                                                            | 1018     |
| 33  | Женско становништво од 15 до 17 година                                                           | 1050     |
| 34  | Становништво од 18 до 24 године                                                                  | 4145     |
| 35  | Мушко становништво од 18 до 24 године                                                            | 1963     |
| 36  | Женско становништво од 18 до 24 године                                                           | 2182     |
| 37  | Женско становништво од 15 до 49 година                                                           | 9564     |
| 38  | Становништво са 60 и више година                                                                 | 2603     |
| 39  | Мушко становништво са 60 и више година                                                           | 1194     |
| 40  | Женско становништво са 60 и више година                                                          | 1409     |
| 41  | Однос између мушкараца и жена                                                                    | 90.78    |
| 42  | Становништво од нуле до 14 година                                                                | 10012    |
| 43  | Становништво од 15 до 64 године                                                                  | 21044    |
| 44  | Становништво од 65 година и више                                                                 | 1762     |
| 45  | Просечан број деце                                                                               | 2.28     |
| 46  | Становништво рођено у ентитету                                                                   | 26796    |
| 47  | Мушко становништво рођено у ентитету                                                             | 12964    |
| 48  | Женско становништво рођено у ентитету                                                            | 13832    |
| 49  | Становништво рођено у другом ентитету                                                            | 5782     |
| 50  | Мушко становништво рођено у другом ентитету                                                      | 2512     |
| 51  | Женско становништво рођено у другом ентитету                                                     | 3270     |
| 52  | Становништво од 5 година и више резидентно у ентитету у јуну 2005. године                        | 27700    |
| 53  | Мушко становништво старосног доба од 5 година и више, резидентно у ентитету у јуну 2005. године  | 13001    |
| 54  | Женско становништво старосног доба од 5 и више година, резидентно у ентитету у јуну 2005. године | 14699    |
| 55  | Становништво од 5 година и више које је живело у другом ентитету у јуну 2005. године             | 1295     |
| 56  | Мушко становништво старије од 5 година које је живело у другом ентитету у јуну 2005. године      | 566      |
| 57  | Женско становништво старије од 5 година које је живело у другом ентитету у јуну 2005. године     | 729      |
| 58  | Становништво од 3 године и више које говори аутохтони језик                                      | 356      |
| 59  | Мушко становништво старо 3 године и више које говори аутохтони језик                             | 167      |
| 60  | Женско становништво старо 3 године и више које говори аутохтони језик                            | 189      |
| 61  | Становништво од 3 године и више које говори аутохтони језик и не говори шпански језик            | 1        |
| 62  | Мушко становништво старо 3 године и више које говори аутохтони језик и не говори шпански         | 0        |
| 63  | Женско становништво старо 3 године и више које говори аутохтони језик и не говори шпански језик  | 1        |
| 64  | Становништво старо 3 године и више које говори аутохтони језик и шпански                         | 286      |
| 65  | Мушко становништво старо 3 године и више које говори аутохтони језик и шпански                   | 132      |
| 66  | Женско становништво старо 3 године и више које говори аутохтони језик и шпански                  | 154      |
| 67  | Становништво од 5 година и више које говори аутохтони језик                                      | 355      |
| 68  | Становништво од 5 година и више које говори аутохтони језик и не говори шпански језик            | 1        |
| 69  | Становништво од 5 година и више које говори аутохтони језик и говори шпански језик               | 285      |
| 70  | Становништво у домородачким домаћинствима                                                        | 909      |
| 71  | Становништво са ограничењима у активностима                                                      | 1305     |
| 72  | Становништво са ограниченим ходањем или кретањем, горе или доле                                  | 713      |
| 73  | Становници са ограничењима вида, чак и уз кориштење сочива                                       | 354      |
| 74  | Становништво са ограничењима говора, комуникације или конверзације                               | 119      |
| 75  | Становништво са ограниченим слухом                                                               | 161      |
| 76  | Становништво са ограничењима при одевању, купању или јелу                                        | 68       |
| 77  | Становништво са ограничењима у опажању или учењу једноставних ствари                             | 58       |
| 78  | Становништво са менталним ограничењима                                                           | 120      |
| 79  | Становништво без ограничења активности                                                           | 31429    |
| 80  | Становништво од 3 до 5 година које не похађа школу                                               | 1024     |
| 81  | Мушко становништво од 3 до 5 година које не похађа школу                                         | 527      |
| 82  | Женско становништво од 3 до 5 година које не похађа школу                                        | 497      |
| 83  | Становништво од 6 до 11 година које не похађа школу                                              | 100      |
| 84  | Мушко становништво од 6 до 11 година које не похађа школу                                        | 56       |
| 85  | Женско становништво од 6 до 11 година које не похађа школу                                       | 44       |
| 86  | Становништво од 12 до 14 година које не похађа школу                                             | 131      |
| 87  | Мушко становништво од 12 до 14 година које не похађа школу                                       | 71       |
| 88  | Женско становништво од 12 до 14 година које не похађа школу                                      | 60       |
| 89  | Становништво од 15 до 17 година похађа школу                                                     | 1347     |
| 90  | Мушко становништво од 15 до 17 година похађа школу                                               | 643      |
| 91  | Женско становништво између 15 и 17 година живота у школи                                         | 704      |
| 92  | Становништво од 18 до 24 године похађа школу                                                     | 1086     |
| 93  | Мушко становништво од 18 до 24 године похађа школу                                               | 511      |
| 94  | Женско становништво од 18 до 24 године похађа школу                                              | 575      |
| 95  | Становништво од 8 до 14 година које не може да чита и пише                                       | 131      |
| 96  | Мушко становништво старосног доба од 8 до 14 година које не може да чита и пише                  | 72       |
| 97  | Женско становништво старосног доби од 8 до 14 година које не може да чита и пише                 | 59       |
| 98  | Становништво од 15 година и више које је неписмено                                               | 1551     |
| 99  | Мушко становништво од 15 година и више које је неписмено                                         | 621      |
| 100 | Женско становништво од 15 година и више које је неписмено                                        | 930      |
| 101 | Становништво старо 15 и више година без школовања                                                | 1619     |
| 102 | Мушко становништво старо 15 и више година без школовања                                          | 693      |
| 103 | Женско становништво старо 15 и више година без школовања                                         | 926      |
| 104 | Становништво старосног доба 15 и више година са непотпуним основним образовањем                  | 2717     |
| 105 | Мушко становништво старосног доба од 15 година и више са непотпуном основним образовањем         | 1278     |
| 106 | Женско становништво старосног доба 15 и више година са непотпуном основним образовањем           | 1439     |
| 107 | Становништво старо 15 и више година са комплетним основним образовањем                           | 4054     |
| 108 | Мушко становништво старо 15 година и више са комплетним основним образовањем                     | 1833     |
| 109 | Женско становништво старо 15 и више година са комплетним основним образовањем                    | 2221     |
| 110 | Становништво старосног доба 15 и више година са непотпуним средњим образовањем                   | 1102     |
| 111 | Мушко становништво старосног доба од 15 година и више са непотпуним средњим образовањем          | 591      |
| 112 | Женско становништво старосног доба од 15 година и више са непотпуним средњим образовањем         | 511      |
| 113 | Становништво старо 15 и више година са пуним секундарном образовањем                             | 5883     |
| 114 | Мушко становништво старосног доба од 15 година и више са пуним секундарном образовањем           | 2818     |
| 115 | Женско становништво старосног доба од 15 година и више са пуним секундарном образовањем          | 3065     |
| 116 | Становништво старије од 18 година са постосновним образовањем                                    | 6493     |
| 117 | Мушко становништво старије од 18 година са постосновним образовањем                              | 2946     |
| 118 | Женско становништво старије од 18 година са постосновним образовањем                             | 3547     |
| 119 | Просечна оцена школовања                                                                         | 8.29     |
| 120 | Просечан ниво образовања мушке популације                                                        | 8.29     |
| 121 | Просечан ниво образовања женског становништва                                                    | 8.28     |
| 122 | Економски активно становништво                                                                   | 13377    |
| 123 | Економски активна мушка популација                                                               | 8552     |
| 124 | Економски активна женска популација                                                              | 4825     |
| 125 | Становништво које није економски активно                                                         | 11254    |
| 126 | Мушко становништво које није економски активно                                                   | 2881     |
| 127 | Женско становништво које није економски активно                                                  | 8373     |
| 128 | Запослено становништво                                                                           | 12690    |
| 129 | Запослено мушко становништво                                                                     | 8016     |
| 130 | Запослено женско становништво                                                                    | 4674     |
| 131 | Незапослена популација                                                                           | 687      |
| 132 | Незапослена мушка популација                                                                     | 536      |
| 133 | Незапослена женска популација                                                                    | 151      |
| 134 | Становништво без права на здравствене услуге                                                     | 12811    |
| 135 | Становништво које има право на здравствене услуге                                                | 19959    |
| 136 | Становништво које има право на ИМСС                                                              | 8985     |
| 137 | Становништво које има право на социјално осигурање                                               | 1514     |
| 138 | Становништво које има право на државно социјално осигурање                                       | 28       |
| 139 | Становништво које има право на опште осигурање или здравствено осигурање за нову генерацију      | 9266     |
| 140 | Становништво које је било једном или није било у браку током 12 година и више                    | 8337     |
| 141 | Венчано или уједињено становништво од 12 година и више                                           | 13991    |
| 142 | Становништво које је било у браку или уједињено 12 година и више                                 | 2359     |
| 143 | Становништво са католичком религијом                                                             | 28426    |
| 144 | Протестанти, еванђелисти и библијски следбеници различити од еванђелиста                         | 2611     |
| 145 | Становништво са другим религијама различитим од претходних                                       | 50       |
| 146 | Становништво без религије                                                                        | 652      |
| 147 | Укупно пописаних домаћинства                                                                     | 8269     |
| 148 | Пописна домаћинства на челу са мушкарцима                                                        | 6197     |
| 149 | Пописна домаћинства на челу са женама                                                            | 2072     |
| 150 | Становништво у пописним домаћинствима                                                            | 32803    |
| 151 | Становништво у пописним домаћинствима на челу са мушкарцима                                      | 25741    |
| 152 | Становништво у пописним домаћинствима на челу са женама                                          | 7062     |
| 153 | Укупно домаћинстава                                                                              | 11244    |
| 154 | Укупно насељених домаћинстава                                                                    | 8495     |
| 155 | Укупно приватних кућа                                                                            | 11018    |
| 156 | Насељени приватни домови                                                                         | 8269     |
| 157 | Укупно насељених приватних кућа                                                                  | 8492     |
| 158 | Ненасељене приватне куће                                                                         | 2268     |
| 159 | Појединачна домаћинства за привремену употребу                                                   | 481      |
| 160 | Становници у насељеним приватним кућама                                                          | 32803    |
| 161 | Насељеност станара у приватним становима                                                         | 3.97     |
| 162 | Просечно становника по соби у приватним насељеним домаћинствима                                  | 1.07     |
| 163 | Појединачна домаћинства са подовима од различитих материјала од земље                            | 7968     |
| 164 | Појединачна домаћинства у приземљу                                                               | 277      |
| 165 | Појединачна домаћинства са једном спаваћом собом                                                 | 2958     |
| 166 | Појединачна домаћинства са две спаваће собе и више                                               | 5297     |
| 167 | Појединачна домаћинства са једним собом                                                          | 552      |
| 168 | Појединачна домаћинства са две собе                                                              | 1424     |
| 169 | Појединачна домаћинства са 3 собе и више                                                         | 6272     |
| 170 | Појединачна домаћинства која имају електрично светло                                             | 8119     |
| 171 | Појединачна домаћинства која немају електрично светло                                            | 135      |
| 172 | Појединачна домаћинства која имају водоводну воду у стамбеном простору                           | 7513     |
| 173 | Појединачна домаћинства која немају водоводну воду у стамбеном простору                          | 740      |
| 174 | Појединачна домаћинства која имају тоалет                                                        | 7914     |
| 175 | Појединачна домаћинства која имају канализацију                                                  | 7777     |
| 176 | Појединачна домаћинства која немају канализацију                                                 | 475      |
| 177 | Појединачна домаћинства која имају електрично светло, довод воде из јавне мреже и канализацију   | 7183     |
| 178 | Појединачна домаћинства без икаквих услова                                                       | 116      |
| 179 | Појединачна домаћинства која имају радио                                                         | 6964     |
| 180 | Појединачна домаћинства која имају телевизор                                                     | 7895     |
| 181 | Појединачна домаћинства која имају фрижидер                                                      | 6384     |
| 182 | Појединачна домаћинства која имају машину за веш                                                 | 4695     |
| 183 | Појединачна домаћинства која имају аутомобил или комби                                           | 3819     |
| 184 | Појединачна домаћинства која имају рачунар                                                       | 1802     |
| 185 | Појединачна домаћинства која имају фиксну телефонску линију                                      | 3130     |
| 186 | Појединачна домаћинства која имају мобилни телефон                                               | 1944     |
| 187 | Појединачна домаћинства која имају приступ интернету                                             | 1162     |